# Falko
Falko ist ein männlicher Vorname und bedeutet so viel wie Falke (lateinisch falco), der seinem Träger die Eigenschaften dieses besonders für die Beizjagd geschätzten Greifvogels zuspricht. Er ist im deutschen und englischen Sprachraum als männlicher Vorname und als Familienname verbreitet.

## Varianten
Falco, Falck, Falk, Falcko

## Namensträger

### Vorname
- Falko von Maastricht war im ersten Drittel des 6. Jahrhunderts Bischof von Tongeren; Heiliger

- Falko Behrendt (* 1951), deutscher Maler und Grafiker
- Falko Bindrich (* 1990), deutscher Schachspieler
- Falko Daim (* 1953), österreichischer Archäologe
- Falko Feldmann (* 1959), deutscher Biologe und Phytomediziner
- Falko Götz (* 1962), deutscher Fußballspieler und Trainer
- Falko Hennig (* 1969), deutscher Schriftsteller und Journalist
- Falko Kirsten (* 1964), deutscher Eiskunstläufer und Sportfunktionär
- Falko Krismayr (* 1979), österreichischer Skispringer
- Falko Langenhorst (* 1964), deutscher Mineraloge
- Falko Löffler (* 1974), deutscher Schriftsteller, Übersetzer und Drehbuchautor
- Falko Lorenz (* 1940), deutscher Mathematiker
- Falko Maiwald (* 1976), deutscher Schauspieler
- Falko Marx (1941–2012), deutscher Goldschmied
- Falko Ochsenknecht (1984–2024), deutscher Laiendarsteller und Partyschlagersänger
- Falko Peschel (* 1965), deutscher Lehrer und Pädagoge
- Falko Rademacher (* 1974), deutscher Schriftsteller und Satiriker
- Falko Steinbach (* 1957), deutscher Pianist und Komponist
- Falko Traber (* 1959), deutscher Artist
- Falko Warmt (* 1938), deutscher bildender Künstler
- Falko Weerts (* 1942), deutscher Autor
- Falko Weißpflog (* 1954), deutscher Skispringer
- Falko Wilms (* 1961), deutscher Wirtschaftswissenschaftler
- Falko Zandstra (* 1971), niederländischer Eisschnellläufer

### Familienname
- Grigori Alexejewitsch Falko (* 1987), russischer Schwimmer